# 中郷俊彦
中郷 俊彦（なかごう としひこ、1957年 - ）は、日本のゲームクリエイター。京都府出身。血液型はA型。株式会社SRDの代表取締役社長を務めている。

## 人物
1979年に創立した株式会社SRDで、黎明期より事務計算ソフトなどのビジネスソフトの制作を行っていた。その後、任天堂が自社の家庭用ゲーム機「ファミリーコンピュータ」（ファミコン）に搭載を予定していたCPU「MOS 6502」に詳しいプログラマーを探していたことがきっかけとなり、1982年よりファミコン向けゲームソフトの開発を開始。以降、任天堂発売のゲーム機に向けたゲームソフトの開発を行っている。
初期の頃は主にアーケードゲームをファミコン向けに移植する作業を担当し、1984年発売の『エキサイトバイク』を宮本茂と共同開発して以降は、『マリオ』シリーズや『ゼルダの伝説』シリーズなど宮本が関わるゲームソフトを中心に携わるようになった。現在はアドバイザーとしての立場で制作に関わっている。

## 作品
- ファミリーコンピュータ
  - ドンキーコング（1983年7月15日）[3]：プログラマー
  - ドンキーコングJR.（1983年7月15日）[3]：プログラマー
  - 麻雀（1983年8月27日）[3]：プログラマー
  - ドンキーコングJR.の算数遊び（1983年12月12日）[3]：プログラマー
  - エキサイトバイク（1984年11月30日）[3]：プログラマー
  - アイスクライマー（1985年1月30日）[3]：プログラマー
  - スパルタンX（1985年6月21日）：プログラマー
  - スーパーマリオブラザーズ（1985年9月13日）[3]：プログラマー
  - スーパーマリオブラザーズ3（1988年10月23日）[5]：プログラマー
- アーケードゲーム（任天堂VS.システム）
  - VS.バルーンファイト（1984年11月）[3]：プログラマー
- ディスクシステム
  - ゼルダの伝説（1986年2月21日）[6]：プログラマー
  - スーパーマリオブラザーズ2（1986年6月3日）：プログラマー
  - リンクの冒険（1987年1月14日）：プログラマー
  - 夢工場ドキドキパニック（1987年7月10日）：プログラマー
- スーパーファミコン
  - スーパーマリオワールド（1990年11月21日）[7]：プログラムディレクター
  - ゼルダの伝説 神々のトライフォース（1991年11月21日）：プログラムディレクター
  - スーパーマリオ ヨッシーアイランド（1995年8月5日）：ディレクター（手塚卓志、日野重文、紺野秀樹と共同）
  - マーヴェラス 〜もうひとつの宝島〜（1996年10月26日）：テクニカルサポート
- サテラビュー
  - BSスーパーマリオUSA パワーチャレンジ（1996年3月31日）：プログラムディレクター
- NINTENDO 64
  - スターフォックス64（1997年4月27日）：スーパーバイザー
  - ヨッシーストーリー（1997年12月21日）：プログラムディレクター
  - ゼルダの伝説 時のオカリナ（1998年11月21日）：スーパーバイザー
  - ゼルダの伝説 ムジュラの仮面（2000年4月27日）：プログラムマネージャー
- ゲームボーイカラー
  - スーパーマリオブラザーズデラックス（2000年3月1日）：スーパーバイザー
  - コロコロカービィ（2000年8月23日）：スーパーバイザー
- ゲームボーイアドバンス
  - スーパーマリオアドバンス（2001年3月21日）：スーパーバイザー
  - スーパーマリオアドバンス2（2001年12月14日）：スーパーバイザー
  - スーパーマリオアドバンス3（2002年9月20日）：スーパーバイザー
- ニンテンドー ゲームキューブ
  - どうぶつの森+（2001年12月14日）：スーパーバイザー
  - ゼルダの伝説 風のタクト（2002年12月13日）：スーパーバイザー
  - どうぶつの森e+（2003年6月27日）：スーパーバイザー
  - ゼルダの伝説 4つの剣+（2004年3月18日）：スーパーバイザー
- ニンテンドーDS
  - スーパーマリオ64DS（2004年12月2日）：プログラムディレクター
  - おいでよ どうぶつの森（2005年11月23日）：スーパーバイザー
  - New スーパーマリオブラザーズ（2006年5月25日）[7]：プログラムディレクター
  - ゼルダの伝説 夢幻の砂時計（2007年6月23日）：スーパーバイザー
  - 大合奏!バンドブラザーズDX（2008年6月26日）：プログラムマネージメント
  - 写真で格闘!フォトファイターX （2009年12月16日）：プログラムマネージメント
  - ゼルダの伝説 大地の汽笛（2009年12月23日）[8]：スーパーバイザー
- Wii
  - ゼルダの伝説 トワイライトプリンセス（2006年12月2日）：スーパーバイザー
  - リンクのボウガントレーニング（2008年5月1日）：スーパーバイザー
  - New スーパーマリオブラザーズ Wii（2009年12月3日）[7]：マップ&レベルデザインディレクター
- ニンテンドー3DS
  - New スーパーマリオブラザーズ2（2012年7月28日）：レベルデザインアドバイザー
  - ゼルダの伝説 神々のトライフォース2（2013年12月26日）：スーパーバイザー
- Wii U
  - New スーパマリオブラザーズ U（2012年12月8日）：レベルデザインアドバイザー
  - New スーパールイージ U（2013年6月19日）：レベルデザインアドバイザー
  - ゼルダの伝説 風のタクト HD（2013年9月26日）：プログラムマネージメント
- Nintendo Switch
  - ゼルダの伝説 ブレス オブ ザ ワイルド（2017年3月3日）：スーパーバイザー
  - スーパーマリオメーカー2（2019年6月28日）：スペシャルアドバイザー
  - リングフィット アドベンチャー（2019年10月18日）：スペシャルアドバイザー
  - あつまれ どうぶつの森（2020年3月20日）：アソシエイトプロデューサー